# Municipio de Herberg
El municipio de Herberg (en inglés: Herberg Township) es un municipio ubicado en el condado de Traill en el estado estadounidense de Dakota del Norte. En el año 2010 tenía una población de 65 habitantes y una densidad poblacional de 0,74 personas por km².

## Geografía
El municipio de Herberg se encuentra ubicado en las coordenadas 47°21′37″N 96°54′37″O / 47.36028, -96.91028. Según la Oficina del Censo de los Estados Unidos, el municipio tiene una superficie total de 87.43 km², de la cual 87,34 km² corresponden a tierra firme y (0,11 %) 0,09 km² es agua.

## Demografía
Según el censo de 2010, había 65 personas residiendo en el municipio de Herberg. La densidad de población era de 0,74 hab./km². De los 65 habitantes, el municipio de Herberg estaba compuesto por el 100 % blancos. Del total de la población el 0 % eran hispanos o latinos de cualquier raza.